# Pareurystomina floridensis
Pareurystomina floridensis is een rondwormensoort uit de familie van de Enchelidiidae. De wetenschappelijke naam van de soort is voor het eerst geldig gepubliceerd in 1986 door Keppner.